# Harry Bates (Herausgeber)
Harry Bates (* 9. Oktober 1900 in Pittsburgh; † September 1981 in New York City; eigentlich Hiram Gilmore Bates III) war ein US-amerikanischer Herausgeber und Autor von Science-Fiction.

## Leben
Bates arbeitete in den 1920er Jahren beim Verlag von William Clayton als Herausgeber verschiedener Pulp-Magazine. 1930 entschied man sich im Verlag, in das populär werdende Genre der Science-Fiction einzusteigen. So wurde das Magazin Astounding Stories of Super-Science gegründet. Bates wurde dessen erster Herausgeber. Er gab außerdem die Comic-Reihe Strange Tales heraus und blieb in diesen Positionen bis März 1933, als der Clayton-Verlag bankrottging. Astounding wurde später von John W. Campbell übernommen, der es unter dem Namen Astounding Science Fiction zum führenden SF-Magazin machte.
Schon während seiner Herausgeberzeit verfasste Bates auch selbst SF-Geschichten. Zusammen mit Desmond Hall schrieb er eine Reihe recht erfolgreicher Geschichten um den Weltraumhelden Hawk Carse, die unter einem gemeinsamen Pseudonym (Anthony Gilmore, manchmal auch H. B. Winter) erschienen. Einige weitere Kurzgeschichten erschienen in den 1930er Jahren. Seine zweifellos bekannteste Erzählung ist Farewell to the Master (deutsch: Abschied vom Herrn, später auch Der Tag, an dem die Erde stillstand), die 1940 in Astounding erschien und auf welcher der Film Der Tag, an dem die Erde stillstand von 1951 (eine Neuverfilmung erschien 2008) basiert. Bates erhielt allerdings nur $500 für den Verkauf der Filmrechte.
Er legte nach eigenen Angaben mehr Wert auf eine spannende und unterhaltende Handlung als auf wissenschaftliche Korrektheit. 1952 erschien sein Roman Space Hawk, 1953 noch zwei Kurzgeschichten; spätere Publikationen sind nicht bekannt.
Im Jahr 1960 war Bates wegen fortschreitender Arthritis nicht mehr arbeitsfähig. Für den Rest seines Lebens lebte er von staatlicher Unterstützung.
1976 wurde er mit dem First Fandom Hall of Fame Award ausgezeichnet.

## Bibliografie
Hawk Carse (Kurzgeschichten, mit D. W. Hall)
- 1 Hawk Carse (in: Astounding Stories, November 1931)
- 2 The Affair of the Brains (in: Astounding Stories, March 1932)
- 3 The Bluff of the Hawk (in: Astounding Stories, May 1932)
- 4 The Passing of Ku Sui (in: Astounding Stories, November 1932)
- 5 The Return of Hawk Carse (in: Amazing Stories, July 1942)
- Space Hawk (Sammlung, 1952)
  - Deutsch: Rivalen im All. Übersetzt von Mortimer Colvin. AWA, 1954. Auch als: Der unsichtbare Asteroid. Übersetzt von Mortimer Colvin. AWA, 1954. Auch als: Der unsichtbare Asteroid : Abenteuerlicher Zukunftsroman. Übersetzt von Werner Gronwald. AWA-Verlag, München 1954, DNB 450252469. Auch als: Rivalen im All : Abenteuerlicher Zukunftsroman. Anthony Gilmore. Übersetzt von Werner Gronwald. AWA-Verlag, München 1955, DNB 450252477.

Seed of the Arctic Ice (Kurzromane, mit D. W. Hall)
- 1 Seed of the Arctic Ice (in: Astounding Stories, February 1932)
- 2 Under Arctic Ice (in: Astounding Stories of Super-Science, January 1933)

Romane
- The Tentacles from Below (Kurzroman in: Astounding Stories, February 1931; mit D. W. Hall)
- Farewell to the Master (Kurzroman in: Astounding Science-Fiction, October 1940)
  - Deutsch: Der Tag, an dem die Erde stillstand. In: Walter Spiegl (Hrsg.): Science-Fiction-Stories 13. Ullstein 2000 #22 (2883), 1972, ISBN 3-548-02883-7. Auch als: Abschied vom Herrn. In: Isaac Asimov und Martin H. Greenberg (Hrsg.): Die besten Stories von 1940. Moewig (Playboy Science Fiction #6711), 1980, ISBN 3-8118-6711-3.
- A Scientist Rises (1975, Kurzroman in: Perry Rhodan #83: Ernst Ellert Returns!; mit D. W. Hall)

Sammlungen
- The Day the Earth Stood Still & Other SF Classics (2008)
- Anthology of Sci-Fi V30: The Pulp Writers: Anthony Gilmore (2013; mit D. W. Hall)

Kurzgeschichten
1929:
- The City of Eric (in: Amazing Stories Quarterly, Spring 1929)

1931:
- Four Miles Within (in: Astounding Stories, April 1931; mit D. W. Hall)
- The Hands of Aten (in: Astounding Stories, July 1931; mit D. W. Hall)
- The Slave Ship from Space (in: Astounding Stories, July 1931)
- The Midget from the Island (in: Astounding Stories, August 1931; mit D. W. Hall)

1933:
- The Coffin Ship (in: Astounding Stories, October 1933; mit D. W. Hall)

1934:
- A Matter of Size (in: Astounding Stories, April 1934)
  - Deutsch: Ein Rest von Größe. In: Walter Spiegl (Hrsg.): Science-Fiction-Stories 5. Ullstein 2000 #5 (2804), ISBN 978-3-548-02804-0.

1935:
- Alas, All Thinking! (in: Astounding Stories, June 1935)

1940:
- The Experiment of Dr. Sarconi (in: Thrilling Wonder Stories, July 1940)
- Farewell to the Master (in: Astounding Science-Fiction, October 1940)
  - Deutsch: Der Tag, an dem die Erde stillstand. In: Walter Spiegl (Hrsg.): Science-Fiction-Stories 13. Ullstein 2000 #22 (2883), 1972, ISBN 3-548-02883-7. Auch als: Abschied vom Herrn. In: Isaac Asimov und Martin H. Greenberg (Hrsg.): Die besten Stories von 1940. Moewig (Playboy Science Fiction #6711), 1980, ISBN 3-8118-6711-3.

1941:
- A Matter of Speed (in: Astounding Science-Fiction, June 1941)

1942:
- Mystery of the Blue God (in: Amazing Stories, January 1942)

1953:
- Death of a Sensitive (in: Science-Fiction Plus, May 1953)
  - Deutsch: Botschaft aus dem All. In: Walter Spiegl (Hrsg.): Science-Fiction-Stories 6. Ullstein 2000 #7 (2818), 1972, ISBN 3-548-02818-7.
- The Triggered Dimension (in: Science-Fiction Plus, December 1953)